# Kanton Roulans
Kanton Roulans (francouzsky Canton de Roulans) je francouzský kanton v departementu Doubs v regionu Franche-Comté. Tvoří ho 23 obcí.

## Obce kantonu
- Bouclans
- Breconchaux
- Champlive
- Châtillon-Guyotte
- Dammartin-les-Templiers
- Deluz
- L'Écouvotte
- Glamondans
- Gonsans
- Laissey
- Naisey-les-Granges
- Nancray
- Osse
- Ougney-Douvot
- Pouligney-Lusans
- Le Puy
- Roulans
- Saint-Hilaire
- Séchin
- Val-de-Roulans
- Vauchamps
- Vennans
- Villers-Grélot